# Maurice Clavel (Triathlet)
Maurice Clavel (* 3. Februar 1988 in Offenburg) ist ein deutscher Duathlet, Triathlet und Vize-Europameister auf der Mitteldistanz (2014). Er wird in der Bestenliste deutscher Triathleten auf der Ironman-Distanz geführt.

## Werdegang
Maurice Clavel war in seiner Jugend als Schwimmer aktiv und er wechselte 2007 als 19-Jähriger zum Triathlon-Sport. Er startet für den Verein AST Süßen und in Frankreich geht er im Rahmen der Meisterschaftsserie Grand Prix de Triathlon für den Verein Metz Triathlon an den Start. Er wird trainiert von Luboš Bílek.

### Vize-Europameister Triathlon 2014
Im August 2014 wurde er in Wiesbaden als bester Deutscher Vize-Europameister auf der Mitteldistanz (halbe Ironman-Distanz: 1,9 km Schwimmen, 90 km Radfahren und 21,1 km Laufen).

### Deutscher Vize-Meister Triathlon Mitteldistanz 2016
Bei der Challenge Heilbronn wurde er im Juni 2016 Deutscher Vize-Meister auf der Triathlon-Mitteldistanz. Das Rennen musste witterungsbedingt als Duathlon ausgetragen werden (5 km Laufen, 93 km Radfahren und 21,1 km Laufen) aber die DTU entschied, das Ergebnis dennoch als Deutsche Meisterschaft Triathlon gelten zu lassen. Im September wurde er in Australien Achter bei der Ironman 70.3 World Championship.
Im April 2018 wurde der damals 30-Jährige Dritter beim Ironman South Africa und im August konnte er mit dem Ironman 70.3 Vichy sein erstes Ironman-70.3-Renen gewinnen. Bis 2018 startete er für das BMC Vifit Pro Triathlon Team.
Im Mai 2021 wurde er Dritter auf der Mitteldistanz bei der Challenge St. Pölten. Im August belegte er den sechsten Rang bei den Ironman European Championships in Frankfurt am Main. Im November gewann der 33-Jährige mit dem Ironman South Africa sein erstes Ironman-Rennen.
Maurice Clavel kündigte an, seine aktive Zeit nach der Saison 2025 beenden zu wollen.
Clavel lebt in Freiburg.

## Sportliche Erfolge
| Datum/Jahr    | Platz | Wettbewerb                                         | Austragungsort  | Zeit     | Bemerkung                                                                                               |
| ------------- | ----- | -------------------------------------------------- | --------------- | -------- | --- |
| 25. Mai 2025  |       | Ironman 70.3 Kraichgau                             | Kraichgau       |          | |
| 21. Mai 2023  | 13    | Ironman 70.3 Kraichgau                             | Kraichgau       | 03:58:38 | |
| 7. Aug. 2022  | 4     | Ironman 70.3 Swansea                               | Swansea         | 04:05:01 | |
| 21. Sep. 2021 | 3     | Ironman 70.3 Pays d’Aix France                     | Aix-en-Provence | 03:58:58 | |
| 12. Sep. 2021 | 1     | Ingolstadt Triathlon                               | Ingolstadt      | 01:53:58 | |
| 30. Mai 2021  | 3     | Challenge St. Pölten                               | St. Pölten      | 03:49:56 | |
| 8. Sep. 2019  | 19    | Ironman 70.3 World Championships                   | Nizza           | 04:09:20 | [ 5 ]                                                                                                   |
| 11. Aug. 2019 | 2     | Ironman 70.3 Gdynia                                | Gdynia          | 03:39:36 | [ 6 ]                                                                                                   |
| 30. Juni 2019 | 1     | Challenge Walchsee-Kaiserwinkl                     | Walchsee        | 03:50:38 | |
| 25. Aug. 2018 | 1     | Ironman 70.3 Vichy                                 | Vichy           | 03:46:17 | |
| 17. Juni 2018 | 9     | Ironman 70.3 European Championships                | Helsingør       | 03:48:06 | Ironman 70.3 European Championships beim Ironman 70.3 Elsinore                                          |
| 3. Juni 2018  | 5     | Challenge – The Championship                       | Šamorín         | 03:49:49 | Challenge World Championships; hinter Lionel Sanders                                                    |
| 2. Feb. 2018  | 4     | Ironman 70.3 Dubai                                 | Dubai           | 03:43:38 | |
| 21. Mai 2017  | 3     | Ironman 70.3 Austria                               | St. Pölten      | 04:00:04 | |
| 4. Sep. 2016  | 8     | Ironman 70.3 World Championships                   | Mooloolaba      | 03:46:47 | [ 9 ]                                                                                                   |
| 19. Juni 2016 | 2     | DTU Deutsche Meisterschaft Triathlon Mitteldistanz | Heilbronn       | 03:56:47 | Die Challenge Heilbronn musste witterungsbedingt als Duathlon ausgetragen werden – gibt dennoch als DM. |
| 5. Juni 2016  | 4     | Ironman 70.3 Kraichgau                             | Kraichgau       | 03:55:36 | |
| 22. Mai 2016  | 2     | Ironman 70.3 Barcelona                             | Barcelona       | 04:05:30 | |
| 1. Mai 2016   | 2     | Ironman 70.3 Pays d’Aix France                     | Aix-en-Provence | 03:32:21 | witterungsbedingt verkürzt ohne das Schwimmen ausgetragen                                               |
| 21. Juni 2015 | 7     | Challenge Heilbronn                                | Heilbronn       | 04:06:02 | auf der Mitteldistanz bei der Erstaustragung                                                            |
| 17. Mai 2015  | 2     | Ironman 70.3 Barcelona                             | Barcelona       | 04:05:42 | |
| 27. Feb. 2015 | 20    | Challenge Dubai                                    | Dubai           | 03:54:04 | beim ersten Rennen der „Challenge Triple-Crown-Serie“                                                   |
| 24. Aug. 2014 | 1     | Allgäu Triathlon                                   | Immenstadt      | 04:20:48 | Sieger bei der Allgäu-Classic                                                                           |
| 10. Aug. 2014 | 3     | Ironman 70.3 Germany                               | Wiesbaden       | 04:08:34 | Dritter bei der Europameisterschaft über die halbe Ironman-Distanz                                      |
| 22. Juni 2014 | 3     | Citytriathlon Heilbronn                            | Heilbronn       | 03:03:18 | [ 13 ]                                                                                                  |
| 15. Juni 2014 | 5     | Challenge Kraichgau                                | Kraichgau       | 04:01:52 | Deutsche Meisterschaft auf der Mitteldistanz                                                            |
| 11. Mai 2014  | 5     | Challenge Rimini                                   | Rimini          | 04:09:46 | auf der Halbdistanz                                                                                     |
| 28. Juli 2013 | 3     | HeidelbergMan                                      | Heidelberg      |          | |

| Datum/Jahr    | Platz | Wettbewerb                                      | Austragungsort    | Zeit     | Bemerkung                                         |
| ------------- | ----- | ----------------------------------------------- | ----------------- | -------- | ------------------------------------------------- |
| 9. Juli 2023  | 7     | Ironman Switzerland                             | Thun              | 08:16:11 |                                                   |
| 7. Mai 2023   | 20    | ITU Long Distance Triathlon World Championships | Ibiza             | 05:34:03 | 3 km Schwimmen, 116 km Radfahren und 30 km Laufen |
| 9. Okt. 2022  | 23    | Ironman Hawaii                                  | Hawaii            | 08:15:25 | Ironman World Championships                       |
| 3. Juli 2022  | 9     | Challenge Roth                                  | Roth              | 08:16:58 |                                                   |
| 21. Nov. 2021 | 1     | Ironman South Africa                            | Port Elizabeth    | 07:30:30 | verkürzte Schwimmdistanz                          |
| 15. Aug. 2021 | 6     | Ironman Germany                                 | Frankfurt am Main | 08:09:41 | Ironman European Championships                    |
| 12. Okt. 2019 | 38    | Ironman Hawaii                                  | Hawaii            | 09:01:05 | Ironman World Championships                       |
| 7. Apr. 2019  | 5     | Ironman South Africa                            | Port Elizabeth    | 07:45:29 | verkürzte Schwimmdistanz                          |
| 13. Okt. 2018 | 19    | Ironman Hawaii                                  | Hawaii            | 08:19:40 | Ironman World Championships                       |
| 15. Apr. 2018 | 3     | Ironman South Africa                            | Port Elizabeth    | 08:18:51 |                                                   |
| 15. Okt. 2017 | DNF   | Ironman Louisville                              | Louisville        | –        | Rennabbruch auf der Laufstrecke                   |
| 9. Juli 2017  | 3     | Challenge Roth                                  | Roth              | 08:04:53 | persönliche Bestzeit auf der Ironman-Distanz      |

(DNF – Did Not Finish)